# جوزف سیمپسون (هنرمند)
جوزف سیمپسون (به انگلیسی: Joseph Simpson) (زاده ۱۸۷۹-درگذشته ۱۹۳۹) نقاش بریتانیایی بود.

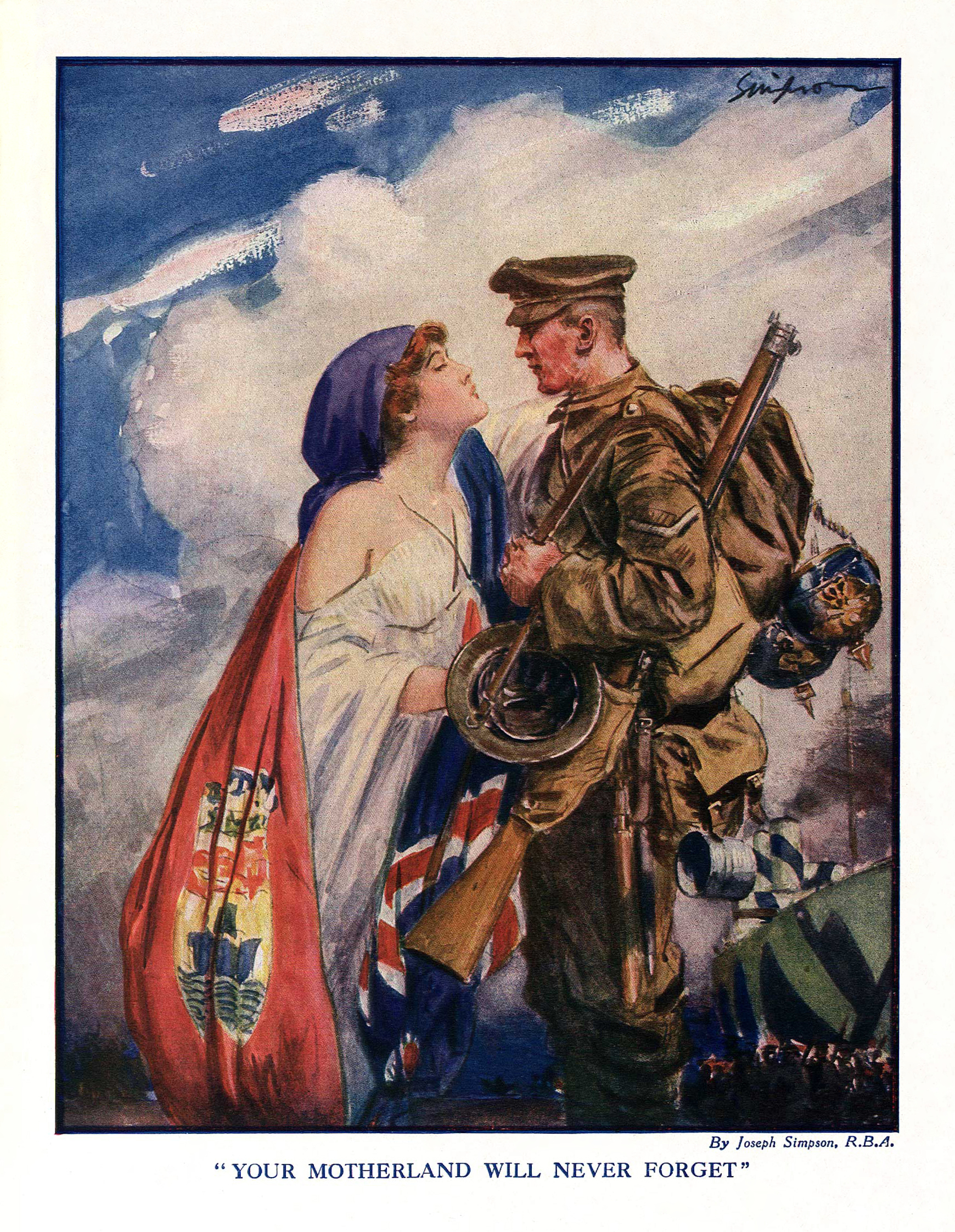
نقاشی سرزمین مادری هیچ‌گاه فراموش نخواهد کرد، اثر جوزف سیمپسون از مجموعهٔ کانادا در خاکی، در مایهٔ پروپاگاندای جنگ که فداکاری سربازان و خانواده‌هایشان در جریان جنگ جهانی اول را به تصویر کشیده‌است.